# Traînou

Traînou este o comună în departamentul Loiret din centrul Franței. În 1 ianuarie 2022 avea o populație de 3.419 de locuitori.